# Якщо кров тече
«Якщо кров тече» (англ. If It Bleeds) — збірка оповідань американського письменника Стівена Кінга. До складу збірки входять 4 повісті, які раніше не публікувались.

## Повісті
До збірки входять 4 повісті:

### Телефон містера Герріґена
Лотерейні квитки не завжди приносять щастя. Увесь свій виграш Крейґ витратив на «айфон» останнього покоління. І, не приймаючи жодних відмов, подарував його доброму другові — літньому мільярдерові, містеру Герріґену. Але згодом чоловік помирає. Того ж вечора Крейґ отримує повідомлення із кількома буквами. SMS надійшло з номера містера Герріґена... 
Це оповідання було адаптовано, як фільм.

### Життя Чака
Одного дня в місті з’явився банер. Фото чоловіка середніх літ і напис: «Чак Кранц. 39 чудових років. Спасибі, Чаку!» Наче звичайне привітання. Та цей текст раптом починають транслювати всюди: на радіо, в інтернеті, на вуличних графіті й просто на вікнах будинків. Ніхто не знає, хто такий Чак. Але кажуть, якщо він помре, з ним загине увесь світ

### Якщо кров тече
Приватний детектив Голлі Ґібні бачить по телевізору терміновий репортаж про вибух у школі. В ефірі — кореспондент Чет Ондовскі. Чому, дивлячись на нього, Голлі відчула тривогу? Перевіривши купу інформації, вона змушена визнати: Чет «чистий». Та до Голлі приходить чоловік, який запевняє, що знає все про «ту істоту, яка кличе себе Ондовскі»

### Щур
Невизнаний письменник Дрю бачить дивний сон. Щур, якого вдень чоловік заніс побитим з негоди додому, отямився і заговорив. Щур запропонував Дрю угоду: він допоможе чоловікові створити роман-бестселер та здобути славу, але за це хтось із близьких Дрю мусить померти…

## Переклад українською
Переклад усіх чотирьох оповідань з англійської здійснив Віталій Ракуленко для видавництва «Клуб Сімейного Дозвілля» у 2021 році.